# Volkswagenwerk Braunschweig

Volkswagenwerk Braunschweig (unten im Bild das Eintracht-Stadion).

Das Volkswagenwerk Braunschweig ist das älteste Werk der Volkswagen AG. Es wurde ab Februar 1938 als sogenanntes „Vorwerk“ errichtet.
Am Standort werden rund 7000 Mitarbeiter beschäftigt (Stand 2024). Es ist Braunschweigs größter Industriebetrieb.

## Geschichte
Für das Volkswagen-„Vorwerk“ hatte die Deutsche Arbeitsfront (DAF) ein großes Areal an der Gifhorner Straße im Norden Braunschweigs gepachtet. Auf diesem Gelände befanden sich zu dieser Zeit mehrere Kleingartenvereine, so beispielsweise der Gartenbauverein „Sonniges Land“, der sich im Bereich der Halle 5 (Fertigung und Verwaltung) befand oder der Gartenbauverein „Gunther“, auf dessen Gelände später die Halle 7 (Werkzeugbau) errichtet wurde. Ursprünglich war geplant, dass das Werk am 1. April 1938 die Arbeit aufnehmen sollte, doch verzögerte sich der Baubeginn aus verschiedenen Gründen. Der Spatenstich für Produktionshallen, Lehrwerkstätten und Wohnheime fand am 23. Februar 1938 statt, noch vor dem Bau des eigentlichen VW-Werkes bei Fallersleben.
Im Vorwerk Braunschweig sollten speziell ausgesuchte Jugendliche zu Facharbeitern und Volontären ausgebildet werden, um dann im VW-Stammwerk zu arbeiten. Die auf drei Lehrjahre angelegte Ausbildung begann im Herbst 1938, der zweite Jahrgang umfasste bereits 308 Lehrlinge. Die Berufserziehung in der „Musterlehrwerkstatt“ trug mit theoretischem und experimentellem Unterricht modernen Methoden Rechnung und war insofern innovativ gegenüber dem zeitgenössischen Berufsschulunterricht und den industriellen Ausbildungsstandards. Zugleich war sie mit sportlich-militärischem Drill, bedingungsloser Unterordnung und, in geringerem Maße, nationalsozialistischer Indoktrination verbunden.
Das Vorwerk diente dazu, qualifiziertes Personal für das Werk in Wolfsburg auszubilden und die dortige Produktion vorzubereiten. Es wurde auch als „Ordensburg der Arbeit“ bezeichnet. Innerhalb der Anlage gab es die Bereiche Arbeit und Ausbildung sowie ein separates Internat, welches der Hitlerjugend des Banns 468 zugeordnet war. Der Schulungskomplex war in acht Lehrlingsheime untergliedert, die jeweils eigene Ausbildungskonzepte verwirklichten. Es gab eine Unterteilung in die Gefolgschaften Streifendienst, Marine, Feuerwehr und den Bann-Musikzug sowie jeweils zwei Gebäude für die Motor- und Fliegergefolgschaften. Zudem gab es das sogenannte „Nibelungenlager“, in dem sowohl Zwangsarbeiter als auch die Angehörigen der Hitlerjugend beschäftigt waren.
Das Vorwerk produzierte für das Stammwerk zunächst halbfertige Erzeugnisse für den dortigen Transformatorenbau sowie Lehren und Werkzeuge für die Junkers Flugzeug- und Motorenwerke AG in Dessau.
Während des Zweiten Weltkrieges stellte das Vorwerk Braunschweig auch Rüstungsgüter (Teile für Flugzeugmotoren) her. Am Flughafen Waggum wurde eigens eine Halle gebaut, um Kampfflugzeuge vom Typ Junkers Ju 88 zu reparieren und zu montieren.
Die Lehrlinge wurden zunehmend in der laufenden Produktion eingesetzt und immer weniger ausgebildet. Nach Kriegsende beschlagnahmte die britische Militärregierung Teile des Werkes.
Im Dezember 1945 begann die Fertigung von Komponenten für das Wolfsburger Stammwerk erneut, während die spezifischen Ausbildungsmaßnahmen im Werk Braunschweig nicht wieder aufgenommen wurden. Bis 1950 wurde das Werk offiziell Vorwerk genannt. Im Februar 1946 fand die erste Betriebsratswahl statt.
2011 wurde geplant, das größte Parkhaus der Stadt Braunschweig auf dem Gelände des Vorwerkes zu bauen, um die Parkplatzsituation für die Mitarbeiter zu verbessern.

## Das Werk
Seit 2019 ist das Werk Braunschweig Teil der Volkswagen-Konzern-Komponente, die als unternehmerisch eigenständige Geschäftseinheit unter dem Dach der Volkswagen AG die Entwicklung und Fertigung strategischer Komponenten für die fahrzeugproduzierenden Marken des Konzerns verantwortet. Die gesamte Werkfläche des Standorts Braunschweig umfasst rund 682.000 Quadratmeter. Neben drei Werken in Braunschweig gehören zwei weitere Achsfertigungswerke in Isenbüttel, Hannover, Emden und Meerane sowie ein Logistik-Zentrum in Harvesse zum Standort Braunschweig. Werkleiter ist Martin Schmuck.

### Produktion
Das Komponentenwerk Braunschweig gliedert sich in die Kompetenz-Center E-Mobilität, Fahrwerk, Achsmontage & Lenkung sowie Technik, die wie Unternehmen im Unternehmen arbeiten.
In der Komponentenfertigung werden unter anderem Vorder- und Hinterachsen, Stoßdämpfer und Lenkungen hergestellt, dazu kommen Maschinen, Anlagen, Werkzeuge und Formen. 2020 wurden 2,3 Millionen Hinterachsen, über 780.000 Vorderachsen, 9,6 Millionen Bremsscheiben und 1,9 Millionen Lenkungen produziert.
Der Standort richtet sich konsequent auf Elektromobilität aus. Neben den klassischen Fahrwerkkomponenten, die auch in Elektrofahrzeugen des Konzerns zum Einsatz kommen, liegt ein Schwerpunkt auf den Batteriesystemen. Seit 2013 gehört die Batterietechnologie zum Produkt-Portfolio dazu. Der Volkswagen e-up! wurde dabei mit den Batteriesystemen aus Braunschweig erfolgreich in Serie gebracht. Im Jahr darauf folgte der e-Golf und 2015 der Passat GTE mit Batteriesystemen aus Braunschweig. Seit 2019 fertigt der Standort auch die Batteriesysteme für die neuen Elektrofahrzeuge des Konzerns, wie z. B. die der ID.-Familie und die neuen MEB-Fahrzeuge, 2020 folgten die Batteriesysteme für den Golf GTE. 2020 wurden über 187.000 Batteriesysteme an die fahrzeugbauenden Werke des Konzerns geliefert.

### Entwicklung und Produktentstehungsprozess
Das Werk Braunschweig unterhält eigene produktbezogene Entwicklungsgruppen, die seit 1994 kontinuierlich aufgebaut wurden. Rund 350 Mitarbeiter sorgen dafür, dass die Fahrwerkkomponenten des Standorts ständig weiterentwickelt werden, um so im internationalen Wettbewerb mit externen Lieferanten bestehen zu können.
Braunschweig hat mit dem KC Technik einen hausinternen Betriebsmittelhersteller, der mit seinen 470 Beschäftigten als Lieferant von Anlagen, Batterieprüfständen und Werkzeugen fungiert und Innovationsthemen vorantreibt.

### Umwelt
„Think Blue. Factory.“ ist das Programm von Volkswagen, mit dem Umweltbelastungen in der Produktion nachhaltig und kontinuierlich gesenkt werden. Mit dem Programm übernimmt Volkswagen ökologische Verantwortung und leistet einen erheblichen Beitrag, um ökologisch führend zu sein. Die fünf Schlüsselindikatoren sind die Stellschrauben von „Think Blue. Factory.“: Energie, Wasser, Abfall, CO2 und Lösemittel-Emissionen. Diese sollen ausgehend vom Basisjahr 2010 um 45 % bis zum Jahr 2025 reduziert werden.
Der Standort Braunschweig ist seit 1996 erfolgreich nach EMAS (auch bekannt als Öko-Audit) zertifiziert und erfüllt somit die Anforderungen der DIN EN ISO 14001 (Umweltmanagementsysteme). Darüber hinaus erhielt das Werk Braunschweig für sein Energiemanagementsystem 2009 als weltweit erster VW-Standort ein Zertifikat nach DIN EN 16001 (2011 in die EN ISO 50001 übergegangen).

## Tarifvertrag
Das Werk Braunschweig fällt unter den Geltungsbereich des Volkswagen Haustarifvertrag, der für über 95 % der Beschäftigten gilt, da sie Mitglied der IG Metall sind.